# Muhlenbergia hintonii
Muhlenbergia hintonii är en gräsart som beskrevs av Jason Richard Swallen. Muhlenbergia hintonii ingår i släktet muhlygräs, och familjen gräs. Inga underarter finns listade i Catalogue of Life.